# فتيحة سداس
فتيحة سداس، من مواليد 1959، سياسية مغربية.هي مدافعة عن حقوق المرأة في المغرب، 
تم انتخابها كعضو في القائمة الوطنية، في الانتخابات التشريعية المغربية 2016 مع الاتحاد الاشتراكي للقوات الشعبية ، وهي عضو في المكتب السياسي للحزب، وهي عضو نشط في لجنة الرقابة المالية العامة. وهي أيضا رئيسة لمجموعة الصداقة المغربية - النرويجية.